# Vaccinium daphniphyllum
Vaccinium daphniphyllum är en ljungväxtart som beskrevs av Schlechter. Vaccinium daphniphyllum ingår i Blåbärssläktet, och familjen ljungväxter. Inga underarter finns listade i Catalogue of Life.